# Reprezentacja Irlandii w rugby 7 mężczyzn
Reprezentacja Irlandii w rugby 7 mężczyzn – zespół rugby 7, biorący udział w imieniu Irlandii w meczach i sportowych imprezach międzynarodowych, powoływany przez selekcjonera, w którym mogą występować wyłącznie zawodnicy posiadający obywatelstwo tego kraju, mieszkający w nim, bądź kwalifikujący się ze względu na pochodzenie rodziców lub dziadków. Za jego funkcjonowanie odpowiedzialny jest Irish Rugby Football Union, członek Rugby Europe oraz World Rugby.
Zespół zadebiutował w pierwszym w historii międzynarodowym reprezentacyjnym turnieju rugby 7 – International Seven-a-side Tournament – zorganizowanym przez Szkocki Związek Rugby 7 kwietnia 1973 roku z okazji stulecia jego istnienia i zajął w nim drugie miejsce ulegając w finale Anglikom.
W związku z przyjęciem rugby 7 w poczet sportów olimpijskich, pozostawaniem poza IRB Sevens World Series oraz słabym występem w Pucharze Świata 2009 IRFU po przeprowadzeniu rewizji istniejących struktur postanowił wprowadzić prowincjonalne turnieje dla juniorów i seniorów obojga płci. Stworzył następnie również drużynę Shamrock Warriors, która miała stanowić zaplecze wyszkolonych w tej dyscyplinie zawodników, gdyby IRFU zdecydował się jednak na wystawienie zespołów do walki o turniej olimpijski w Rio de Janeiro.
Z końcem sezonu 2024/2025 roku irlandzki związek zaprzestał utrzymywania programu męskich "siódemek" z uwagi na brak ich wkładu w rozwój zawodników do gry w formacie piętnastoosobowym.

## Turnieje

### Udział wigrzyskach olimpijskich
| Rok  | Wynik | Źródło |
| ---- | ----- | ------ |
| 2016 | –     |        |
| 2020 | 10.   |        |
| 2024 | 6.    |        |

### Udział wPucharze Świata
| Rok  | Wynik                      | Źródło |
| ---- | -------------------------- | ------ |
| 1993 | 3–4 (półfinały Cup)        |        |
| 1997 | 19–20 (półfinał Bowl)      |        |
| 2001 | 19–20 (półfinał Bowl)      |        |
| 2005 | 13–16 (ćwierćfinały Plate) |        |
| 2009 | 18 (finał Bowl)            |        |
| 2013 | –                          |        |
| 2018 | 9.                         |        |
| 2022 | 3.                         |        |

### Udział wWorld Rugby Sevens Series
| Rok       | Wynik   |
| --------- | ------- |
| 1999/2000 | 18.     |
| 2000/2001 | 17.     |
| 2001/2002 | 16.     |
| 2002/2003 | –       |
| 2003/2004 | –       |
| 2004/2005 | 14.     |
| 2005/2006 | –       |
| 2006/2007 | –       |
| 2007/2008 | –       |
| 2008/2009 | –       |
| 2009/2010 | –       |
| 2010/2011 | –       |
| 2011/2012 | –       |
| 2012/2013 | –       |
| 2013/2014 | –       |
| 2014/2015 | –       |
| 2015/2016 | –       |
| 2016/2017 | –       |
| 2017/2018 | 15.     |
| 2018/2019 | 16.     |
| 2019/2020 | 10.     |
| 2020/2021 | 6.      |
| 2021/2022 | 5.      |
| 2022/2023 | 8.      |
| 2023/2024 | 5.      |
| 2024/2025 | spadek. |

### Udział wmistrzostwach Europy
| Rok  | Wynik | Źródło |
| ---- | ----- | ------ |
| 2002 | –     |        |
| 2003 | –     |        |
| 2004 | 3.    |        |
| 2005 | –     |        |
| 2006 | –     |        |
| 2007 | –     |        |
| 2008 | 4.    |        |
| 2009 | –     |        |
| 2010 | –     |        |
| 2011 | –     |        |
| 2012 | –     |        |
| 2013 | –     |        |
| 2014 | –     |        |
| 2015 | –     |        |
| 2016 | –     |        |
| 2017 | 2.    |        |
| 2018 | 1.    |        |
| 2019 | 3.    |        |
| 2021 | –     |        |
| 2022 | –     |        |
| 2023 | 1.    |        |
| 2024 | 2.    |        |
| 2025 | DSQ   |        |